# 케이 밸러드

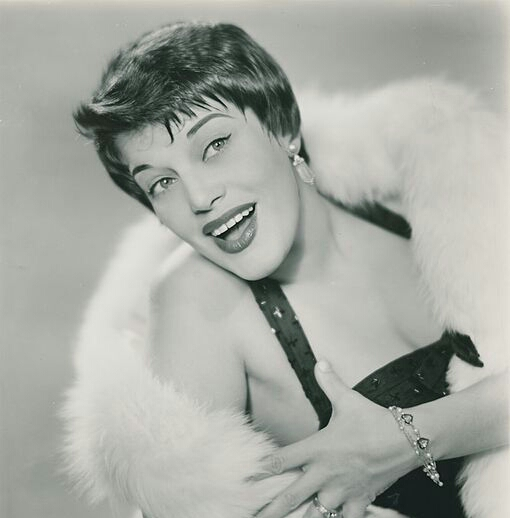

케이 밸러드(Kaye Ballard, 1925년 11월 20일 ~ 2019년 1월 21일)는 미국의 배우 겸 가수이다. 
클리블랜드 출신이며, 본명은 캐서린 글로리아 벌로타(Catherine Gloria Balotta)이다. 신장염으로 사망했다.

## 영화
- 캐롤 채닝: 라저 댄 라이프 (2012년) - 본인 역
- 위트와 슬라이 (1999년) - 메이어 역
- 현대판 톰 소여의 모험 (1998년)
- 서커스 코끼리의 모험 (1998년)
- 캐나다 젠틀캅 (1994년)
- 불멸의 열정 (1989년)
- 몬스터 가족 (1988년)
- 팬더모니엄(영어판) (1982년)
- 사랑의 유람선 (1977년)
- 프리키 프라이데이 (1976년)
- 위치 웨이 투 더 프론트 (1970년)
- 걸 모스트 라이크리 (1957년)
- 신데렐라 (1957년)